# Гровер (Колорадо)
Гровер (енгл. Grover) град је у америчкој савезној држави Колорадо.

## Демографија
По попису из 2010. године број становника је 137, што је 16 (-10,5%) становника мање него 2000. године.
| Група             | 2000.       | 2010.       |
| Белци             | 145 (94,8%) | 124 (90,5%) |
| Афроамериканци    | 3 (2,0%)    | 3 (2,2%)    |
| Азијати           | 0 (0,0%)    | 0 (0,0%)    |
| Хиспаноамериканци | 3 (2,0%)    | 10 (7,3%)   |
| Укупно            | 153         | 137         |